# Meždušarskij
Meždušarskij (rusky Междушарский) je neobydlený ostrov v Barentsově moři, náležející k souostroví Nová země. Administrativně je součástí Archangelské oblasti. Nejvyšší bod ční do výšky 101  m. Ostrov je dlouhý asi 53 km, široký až 25 km a má rozlohu 748 km². Co do rozlohy je třetím největším ostrovem souostroví.